# Albo d'oro del campionato albanese di calcio
La pagina elenca le squadre vincitrici del massimo livello del campionato albanese di calcio, istituito per la prima volta nel 1930. Tra il 1938 e il 1944 si gioca qualche torneo sotto l'occupazione italiana ritenuto non ufficiale dalla federazione. A cavallo degli anni 1948-1949 si disputò, inoltre, un campionato che venne però annullato dopo sei giornate su pressione dell'Unione Sovietica, contraria all'allineamento del calendario calcistico albanese con quello dell'Europa occidentale.

## Albo d'oro
| Stagione        | Vincitore              | Secondo posto     | Terzo posto       | Capocannoniere                                                            |
| --------------- | ---------------------- | ----------------- | ----------------- | ------------------------------------------------------------------------- |
| 1930 (1ª)       | Tirana (1)             | Skënderbeu        | Bashkimi Shkodran | ?                                                                         |
| 1931 (2ª)       | Tirana (2)             | Teuta             |                   | ?                                                                         |
| 1932 (3ª)       | Tirana (3)             | Bashkimi Shkodran | Teuta             | ?                                                                         |
| 1933 (4ª)       | Skënderbeu (1)         | Bashkimi Shkodran | Teuta             | ?                                                                         |
| 1934 (5ª)       | Tirana (4)             | Skënderbeu        | Bashkimi Shkodran | ?                                                                         |
| 1936 (6ª)       | Tirana (5)             | Bashkimi Shkodran | Skënderbeu        | ?                                                                         |
| 1937 (7ª)       | Tirana (6)             | Bashkimi Shkodran | Besa Kavajë       | ?                                                                         |
| 1945 (8ª)       | Vllaznia (1)           | Tirana            |                   | ?                                                                         |
| 1946 (9ª)       | Vllaznia (2)           | Flamurtari Valona |                   | Xhevdet Shaqiri (Vllaznia, 11 gol)                                        |
| 1947 (10ª)      | Partizani Tirana (1)   | Vllaznia Scutari  | Skënderbeu        | ?                                                                         |
| 1948 (11ª)      | Partizani Tirana (2)   | Flamurtari Valona |                   | Zihni Gjinali (Partizani Tirana, 11 gol)                                  |
| 1949 (12ª)      | Partizani Tirana (3)   | Vllaznia          | Teuta             | Loro Boriçi (Partizani Tirana, 12 gol)                                    |
| 1950 (13ª)      | Dinamo Tirana (1)      | Partizani Tirana  | Vllaznia          | Refik Resmja (Partizani Tirana, ? gol)                                    |
| 1951 (14ª)      | Dinamo Tirana (2)      | Partizani Tirana  | Puna Tirana       | Refik Resmja (Partizani Tirana, 59 gol)                                   |
| 1952 (15ª)      | Dinamo Tirana (3)      | Partizani Tirana  | Vllaznia          | Refik Resmja (Partizani Tirana, ? gol)                                    |
| 1953 (16ª)      | Dinamo Tirana (4)      | Partizani Tirana  | Puna Tirana       | Refik Resmja (Partizani Tirana, ? gol)                                    |
| 1954 (17ª)      | Partizani Tirana (5)   | Dinamo Tirana     | Puna Tirana       | Refik Resmja (Partizani Tirana, ? gol)                                    |
| 1955 (18ª)      | Dinamo Tirana (5)      | Partizani Tirana  | Puna Tirana       | Skënder Jareci (Dinamo Tirana) e Refik Resmja (Partizani Tirana) (23 gol) |
| 1956 (19ª)      | Dinamo Tirana (6)      | Partizani Tirana  | Puna Tirana       | Refik Resmja (Partizani Tirana, 17 gol)                                   |
| 1957 (20ª)      | Partizani Tirana (6)   | Dinamo Tirana     | Skënderbeu        | Refik Resmja (Partizani Tirana, 11 gol)                                   |
| 1958 (21ª)      | Partizani Tirana (7)   | Besa Kavajë       | 17 Nëntori Tirana | Refik Resmja (Partizani Tirana) ed Enver Shehu (17 Nëntori) (6 gol)       |
| 1959 (22ª)      | Partizani Tirana (8)   | 17 Nëntori Tirana | Dinamo Tirana     | Stavri Lubonja (Dinamo Tirana, 11 gol)                                    |
| 1960 (23ª)      | Dinamo Tirana (7)      | Partizani Tirana  | 17 Nëntori Tirana | Panajot Pano (Partizani Tirana, 12 gol)                                   |
| 1961 (24ª)      | Partizani Tirana (9)   | Dinamo Tirana     | 17 Nëntori Tirana | Panajot Pano (Partizani Tirana, 17 gol)                                   |
| 1962-1963 (25ª) | Partizani Tirana (10)  | Dinamo Tirana     | Besa Kavajë       | Robert Jashari (Partizani Tirana, 18 gol)                                 |
| 1963-1964 (26ª) | Partizani Tirana (11)  | Dinamo Tirana     | Besa Kavajë       | Robert Jashari (Partizani Tirana, 9 gol)                                  |
| 1964-1965 (27ª) | 17 Nëntori Tirana (7)  | Partizani Tirana  | Dinamo Tirana     | Robert Jashari (Partizani Tirana, 14 gol)                                 |
| 1965-1966 (28ª) | 17 Nëntori Tirana (8)  | Partizani Tirana  | Dinamo Tirana     | Saimir Dauti (Dinamo Tirana, 13 gol)                                      |
| 1966-1967 (29ª) | Dinamo Tirana (8)      | 17 Nëntori Tirana | Besa Kavajë       | Medin Zhega (Vllaznia, 19 gol)                                            |
| 1968 (30ª)      | 17 Nëntori Tirana (9)  | Partizani Tirana  | Dinamo Tirana     | Skënder Hyka (17 Nëntori, 19 gol)                                         |
| 1969-1970 (31ª) | 17 Nëntori Tirana (10) | Partizani Tirana  | Vllaznia          | Panajot Pano (Partizani Tirana, 17 gol)                                   |
| 1970-1971 (32ª) | Partizani Tirana (12)  | Dinamo Tirana     | Vllaznia          | Ilir Përnaska (Dinamo Tirana, 19 gol)                                     |
| 1971-1972 (33ª) | Vllaznia (3)           | 17 Nëntori Tirana | Dinamo Tirana     | Ilir Përnaska (Dinamo Tirana, 17 gol)                                     |
| 1972-1973 (34ª) | Dinamo Tirana (9)      | Partizani Tirana  | Besa Kavajë       | Ilir Përnaska (Dinamo Tirana, 12 gol)                                     |
| 1973-1974 (35ª) | Vllaznia (4)           | Partizani Tirana  | Besa Kavajë       | Ilir Përnaska (Dinamo Tirana, 19 gol)                                     |
| 1974-1975 (36ª) | Dinamo Tirana (10)     | Vllaznia          | Partizani Tirana  | Ilir Përnaska (Dinamo Tirana, 17 gol)                                     |
| 1975-1976 (37ª) | Dinamo Tirana (11)     | 17 Nëntori Tirana | Vllaznia          | Ilir Përnaska (Dinamo Tirana, 18 gol)                                     |
| 1976-1977 (38ª) | Dinamo Tirana (12)     | Skënderbeu        | Vllaznia          | Agim Murati (Partizani Tirana, 12 gol)                                    |
| 1976-1977 (39ª) | Vllaznia (5)           | Luftëtari         | Partizani Tirana  | Agim Murati (Partizani Tirana, 14 gol)                                    |
| 1978-1979 (40ª) | Partizani Tirana (12)  | 17 Nëntori Tirana | Besa Kavajë       | Agim Murati (Partizani Tirana) e Petrit Dibra (17 Nëntori) (14 gol)       |
| 1979-1980 (41ª) | Dinamo Tirana (13)     | 17 Nëntori Tirana | Vllaznia          | Përparim Kovaçi (Tomori, 18 gol)                                          |
| 1980-1981 (42ª) | Partizani Tirana (13)  | Dinamo Tirana     | 17 Nëntori Tirana | Dashnor Bajaziti (Besa Kavajë, 12 gol)                                    |
| 1981-1982 (43ª) | 17 Nëntori Tirana (11) | Flamurtari Valona | Dinamo Tirana     | Vasil Ruci (Flamurtari Valona, 12 gol)                                    |
| 1982-1983 (44ª) | Vllaznia (6)           | Partizani Tirana  | 17 Nëntori Tirana | Dashnor Bajaziti (Besa Kavajë, 16 gol)                                    |
| 1983-1984 (45ª) | Elbasani (1)           | 17 Nëntori Tirana | Partizani Tirana  | Vasil Ruci (Flamurtari Valona, 12 gol)                                    |
| 1984-1985 (46ª) | 17 Nëntori Tirana (12) | Dinamo Tirana     | Vllaznia          | Faslli Fakja (Vllaznia) e Arbën Minga (17 Nëntori) (13 gol)               |
| 1985-1986 (47ª) | Dinamo Tirana (14)     | Flamurtari Valona | 17 Nëntori Tirana | Kujtim Majaci (Apolonia, 20 gol)                                          |
| 1986-1987 (48ª) | Partizani Tirana (14)  | Flamurtari Valona | Vllaznia          | Arben Arbëri (Tomori, 14 gol)                                             |
| 1987-1988 (49ª) | 17 Nëntori Tirana (13) | Flamurtari Valona | Elbasani          | Agustin Kola (17 Nëntori, 18 gol)                                         |
| 1988-1989 (50ª) | 17 Nëntori Tirana (14) | Partizani Tirana  | Dinamo Tirana     | Agustin Kola (17 Nëntori, 19 gol)                                         |
| 1989-1990 (51ª) | Dinamo Tirana (15)     | Partizani Tirana  | Flamurtari Valona | Kujtim Majaci (Apolonia, 19 gol)                                          |
| 1990-1991 (52ª) | Flamurtari Valona (1)  | Partizani Tirana  | Vllaznia          | Kliton Bozgo (Tomori, 29 gol)                                             |
| 1991-1992 (53ª) | Vllaznia (7)           | Partizani Tirana  | Teuta             | Edmir Bilali (Vllaznia, 21 gol)                                           |
| 1992-1993 (54ª) | Partizani Tirana (15)  | Teuta             | Besa Kavajë       | Edmond Dosti (Partizani Tirana, 20 gol)                                   |
| 1993-1994 (55ª) | Teuta (1)              | 17 Nëntori Tirana | Flamurtari Valona | Edi Martini (Vllaznia, 14 gol)                                            |
| 1994-1995 (56ª) | Tirana (15)            | Teuta             | Partizani Tirana  | Arben Shehu (Shqiponja, 21 gol)                                           |
| 1995-1996 (57ª) | Tirana (16)            | Teuta             | Partizani Tirana  | Altin Çuko (Tomori/Laçi, 21 gol)                                          |
| 1996-1997 (58ª) | Tirana (17)            | Vllaznia          | Flamurtari Valona | Viktor Paço (Flamurtari, 14 gol)                                          |
| 1997-1998 (59ª) | Vllaznia (8)           | Tirana            | Partizani Tirana  | Dorian Bubeqi (Shkumbini, 26 gol)                                         |
| 1998-1999 (60ª) | Tirana (18)            | Vllaznia          | Bylis Ballsh      | Artan Bano (Lushnja, 22 gol)                                              |
| 1999-2000 (61ª) | Tirana (19)            | Tomori            | Teuta             | Klodian Arbëri (Tomori, 18 gol)                                           |
| 2000-2001 (62ª) | Vllaznia (9)           | Tirana            | Dinamo Tirana     | Indrit Fortuzi (Tirana, 31 gol)                                           |
| 2001-2002 (63ª) | Dinamo Tirana (16)     | Tirana            | Partizani Tirana  | Indrit Fortuzi (Tirana, 24 gol)                                           |
| 2002-2003 (64ª) | Tirana (20)            | Vllaznia          | Partizani Tirana  | Mahir Halili (Tirana, 20 gol)                                             |
| 2003-2004 (65ª) | Tirana (21)            | Dinamo Tirana     | Vllaznia          | Vioresin Sinani (Vllaznia, 36 gol)                                        |
| 2004-2005 (66ª) | Tirana (22)            | Elbasani          | Dinamo Tirana     | Dorian Bylykbashi (Partizani Tirana, 24 gol)                              |
| 2005-2006 (67ª) | Elbasani (2)           | Tirana            | Dinamo Tirana     | Hamdi Salihi (Tirana, 29 gol)                                             |
| 2006-2007 (68ª) | Tirana (23)            | Teuta             | Vllaznia          | Vioresin Sinani (Tirana, 23 gol)                                          |
| 2007-2008 (69ª) | Dinamo Tirana (17)     | Partizani Tirana  | Besa Kavajë       | Vioresin Sinani (Tirana, 20 gol)                                          |
| 2008-2009 (70ª) | Tirana (24)            | Vllaznia          | Dinamo Tirana     | Migen Memelli (Tirana, 23 gol)                                            |
| 2009-2010 (71ª) | Dinamo Tirana (18)     | Besa Kavajë       | Tirana            | Daniel Xhafaj (Besa Kavajë, 18 gol)                                       |
| 2010-2011 (72ª) | Skënderbeu (2)         | Flamurtari Valona | Vllaznia          | Daniel Xhafaj (Flamurtari, 19 gol)                                        |
| 2011-2012 (73ª) | Skënderbeu (3)         | Teuta             | Tirana            | Roland Dervishi (Shkumbini, 20 gol)                                       |
| 2012-2013 (74ª) | Skënderbeu (4)         | Kukësi            | Teuta             | Migen Memelli (Flamurtari, 19 gol)                                        |
| 2013-2014 (75ª) | Skënderbeu (5)         | Kukësi            | Laçi              | Pero Pejić (Skenderbeu, 20 gol)                                           |
| 2014-2015 (76ª) | Skënderbeu (6)         | Kukësi            | Partizani Tirana  | Pero Pejić (Kukësi, 31 gol)                                               |
| 2015-2016 (77ª) | Skënderbeu (7)         | Partizani Tirana  | Kukësi            | Hamdi Salihi (Skenderbeu, 27 gol)                                         |
| 2016-2017 (78ª) | Kukësi (1)             | Partizani Tirana  | Skënderbeu        | Pero Pejić (Kukësi, 28 gol)                                               |
| 2017-2018 (79ª) | Skënderbeu (8)         | Kukësi            | Luftëtari         | Ali Sowe (Skenderbeu, 21 gol)                                             |
| 2018-2019 (80ª) | Partizani Tirana (16)  | Kukësi            | Teuta             | Reginaldo (Kukësi, 14 gol)                                                |
| 2019-2020 (81ª) | Tirana (25)            | Kukësi            | Laçi              | Nwabueze (Laçi, 23 gol)                                                   |
| 2020-2021 (82ª) | Teuta (2)              | Vllaznia          | Partizani Tirana  | Bregu (Teuta, 16 gol)                                                     |
| 2021-2022 (83ª) | Tirana (26)            | Laçi              | Partizani Tirana  | Saliou Guindo (Laçi, 19 gol)                                              |
| 2022-2023 (84ª) | Partizani Tirana (17)  | Tirana            | Egnatia           | Florent Hasani (Tirana, 16 gol)                                           |
| 2023-2024 (85ª) | Egnatia (1)            | Partizani Tirana  | Skënderbeu        | Bekim Balaj (Vllaznia, 18 gol)                                            |
| 2024-2025 (86ª) | Egnatia (2)            | Vllaznia          | Partizani Tirana  | Bekim Balaj (Vllaznia, 17 gol)                                            |

## Statistiche

### Titoli per squadra
| Club              | Vittorie | 2° | Stagioni |
| ----------------- | -------- | -- | --- |
| Tirana            | 26       | 14 | 1930, 1931, 1932, 1934, 1936, 1937, 1965, 1966, 1968, 1970, 1982, 1985, 1988, 1989, 1995, 1996, 1997, 1999, 2000, 2003, 2004, 2005, 2007, 2009, 2020, 2022 |
| Dinamo Tirana     | 18       | 9  | 1950, 1951, 1952, 1953, 1955, 1956, 1960, 1967, 1973, 1975, 1976, 1977, 1980, 1986, 1990, 2002, 2008, 2010                                                 |
| Partizani Tirana  | 17       | 22 | 1947, 1948, 1949, 1954, 1957, 1958, 1959, 1961, 1963, 1964, 1971, 1979, 1981, 1987, 1993, 2019, 2023                                                       |
| Vllaznia          | 9        | 14 | 1945, 1946, 1972, 1974, 1978, 1983, 1992, 1998, 2001 |
| Skënderbeu        | 8        | 3  | 1933, 2011, 2012, 2013, 2014, 2015, 2016, 2018 |
| Teuta             | 2        | 6  | 1994, 2021 |
| Elbasani          | 2        | 1  | 1984, 2006 |
| Egnatia           | 2        | –  | 2024, 2025 |
| Flamurtari Valona | 1        | 7  | 1991 |
| Kukësi            | 1        | 6  | 2017 |
| Besa Kavajë       | –        | 2  | — |
| Luftëtari         | –        | 1  | — |
| Tomori            | –        | 1  | — |

### Titoli per città
| Città      | Titoli | Squadre vincenti                                       |
| ---------- | ------ | ------------------------------------------------------ |
| Tirana     | 61     | Tirana (26), Dinamo Tirana (18), Partizani Tirana (17) |
| Scutari    | 9      | Vllaznia (9)                                           |
| Coriza     | 8      | Skënderbeu (8)                                         |
| Durazzo    | 2      | Teuta (2)                                              |
| Elbasan    | 2      | Elbasani (2)                                           |
| Rrogozhinë | 2      | Egnatia (2)                                            |
| Valona     | 1      | Flamurtari Valona (1)                                  |
| Kukës      | 1      | Kukësi (1)                                             |